# Можђенец
Можђенец је насељено место у саставу града Новог Марофа у Вараждинској жупанији, Хрватска. До територијалне реорганизације у Хрватској налазио се у саставу старе општине Нови Мароф.

## Становништво
На попису становништва 2011. године, Можђенец је имао 677 становника.

## Попис1991.
На попису становништва 1991. године, насељено место Можђенец је имало 698 становника, следећег националног састава:
| Попис 1991.‍  | Попис 1991.‍  | Попис 1991.‍ | Попис 1991.‍ | Попис 1991.‍ |
| ------------ | ------------ | ----------- | ----------- | ----------- |
|              |              |             |             |             |
| Хрвати       | Хрвати       |             | 693         | 99,28%      |
| Словенци     | Словенци     |             | 2           | 0,28%       |
| неопредељени | неопредељени |             | 1           | 0,14%       |
| непознато    | непознато    |             | 2           | 0,28%       |
| укупно: 698  |              |             |             |             |